# Міністерство спорту та туризму Польщі
 Міністерство спорту та туризму Польщі (пол. Ministerstwo Sportu i Turystyki Rzeczypospolitej Polskiej) створено 23 серпня 2005 рішенням Ради Міністрів за тодішнього прем'єр-міністра Марека Бєлки.
Перейменовано 23 липня 2007, коли туризм був включений у список повноважень міністерства.

## Цілі
- Нагляд спортивних клубів
- Питання, пов'язані зі спортом
- Питання, пов'язані з туризмом

Контрольований державою польський Союз спорту став невід'ємною частиною міністерства.